# Kim Bo-yong
Kim Bo-yong (kor. 김보용; * 15. Juli 1997) ist ein südkoreanischer Fußballspieler.

## Karriere
Kim Bo-yong erlernte das Fußballspielen in den Schulmannschaften der Taesung School sowie in der Universitätsmannschaft der Universität Soongsil. Seinen ersten Vertrag unterschrieb er am 1. Januar 2019 beim Hwaseong FC. Das Fußballfranchise aus Hwaseong, einer Stadt in der Provinz Gyeonggi-do, spielte in der dritten südkoreanischen Liga, der K3 League Advance. Für den Verein stand er zweimal im Korean FA Cup auf dem Spielfeld. In der Liga kam er nicht zum Einsatz. Am 3. Januar 2020 wechselte er zum Erstligisten Jeonnam Dragons. Mit dem Franchise aus Gwangyang spielte er neunmal in der ersten Liga. Der FK Turon Yaypan, ein Erstligist aus Usbekistan, nahm ihn Ende Februar 2021 unter Vertrag. Am Ende der Saison musste er mit dem Verein in die zweite Liga absteigen. Bei dem Verein aus Yaypan stand er bis Juni 2022 unter Vertrag. Im Juli 2022 ging er nach Thailand, wo er in Chiangmai einen Vertrag beim Erstligaabsteiger Chiangmai FC unterschrieb. Für Chiangmai bestritt er 32 Zweitligaspiele. Nach eine Saison kehrte er im Sommer 2023 nach Südkorea zurück. Hier unterschrieb er einen Vertrag beim Zweitligisten Bucheon FC 1995.

## Erfolge
Hwaseong FC
- Südkoreanischer Drittligameister: 2019